# Studenci (żupania splicko-dalmatyńska)
Studenci – wieś w Chorwacji, w żupanii splicko-dalmatyńskiej, w gminie Lovreć. W 2011 roku liczyła 456 mieszkańców.